# Festival d'Essouk
Festival d'Essouk, également appelé Les Nuits sahariennes, est un festival de musique organisé annuellement dans le nord du Mali près de la ville d'Essouk.
Ce festival de musique se veut un carrefour entre les musiques du monde et celles issues de la culture touareg. Il est dans le même esprit que le Festival au désert qui se déroule près d'Essakane, cercle de Goundam, région de Tombouctou.
Les éditions ont lieu généralement au tout début du mois de janvier, dans le cadre de la mythique cité d'Essouk, berceau de la civilisation Touareg.